# هيرمان ماير
هيرمان ماير (بالألمانية: Hermann Maier) الملقب بهيرمينايتور (بالألمانية: Herminator) هو متزلج على المنحدرات الثلجية نمساوي سابق ولد في يوم 7 ديسمبر 1972 في بلدة ألتنماركت إيم بولغاو في ولاية سالزبورغ في النمسا، يعتبر من أفضل المتزلجين، حيث أنه فاز بميداليتين ذهبتين أولمبيتين في الألعاب الأولمبية الشتوية 1998 في ناغانو في اليابان في السوبر جي وفي جاينت سلالوم (تعرج العملاق)، وفي الألعاب الأولمبية الشتوية 2006 في تورينو في إيطاليا فاز بميدالية فضية في السوبر جي وميدالية برونزية في جاينت سلالوم، في بطولة العالم فاز بثلاث ميداليات ذهبية في فيل في الولايات المتحدة في الداون هيل و السوبر جي و جاينت سلالوم في سنة 1999، وفي 2005 في بومبيو في إيطاليا فاز بميدالية ذهبية في جاينت سلالوم، وفاز بميدالية فضية وبرونزية في سانت أنتون في النمسا في 2001 وفاز بميدالية برونزية في بطولة العالم في سانت موريتز في سويسرا في 2005.

## روابط خارجية
- هيرمان ماير على موقع الاتحاد الدولي للتزلج (التزلج على المنحدرات الثلجية) (الإنجليزية)
- هيرمان ماير على موقع اللجنة الأولمبية الدولية (الإنجليزية)
- هيرمان ماير على موقع أوليمبيديا (الإنجليزية)